# 엘리너 루스벨트
안나 엘리너 루스벨트(영어: Anna Eleanor Roosevelt, 1884년 10월 11일 ~ 1962년 11월 7일)은 미국 제32대 대통령인 프랭클린 D. 루스벨트의 부인이다. 자신의 개인적 권리에서 두드러진 대중적 인물이 된 그녀는 미국 역사에서 가장 활동적인 영부인들 중의 하나로 알려졌다. 자신의 인도주의적인 활동으로 명성을 얻었고, 정치와 공동 분야에서 여성을 위한 역할의 모델이 되었다.

## 어린 시절
26대 대통령 시어도어 루스벨트의 조카딸로 뉴욕에서 태어났다. 수줍은 소녀로 알려진 엘리너는 어린 나이에 무시무시한 손해를 경험하였는데 1892년 모친이 사망하고 2년 후 부친이 이어 사망하여 외조모의 손에 길러지게 되었다.
엘리너는 10대 시절에 런던에 있는 앨린스우드 아카데미에 보내져 그녀의 마음을 터놓는 도움을 준 경험이 되었다.

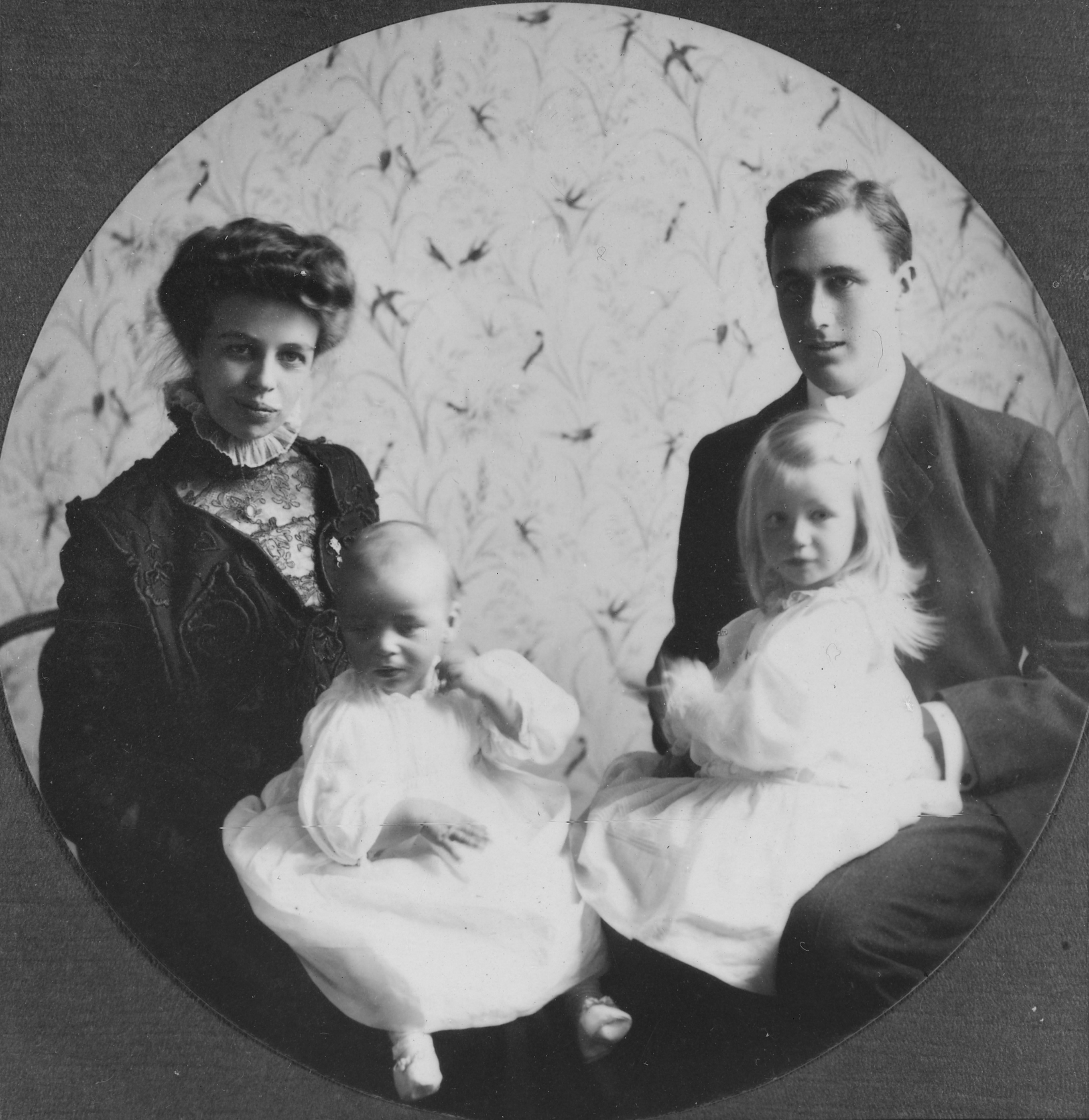
엘리너와 프랭클린 D. 루스벨트 (1908년 첫 딸 안나와 둘째 아들 제임스와 함께)

## 프랭클린 D. 루스벨트와 결혼
1902년 백부 시어도어의 소개로 먼 친척뻘 프랭클린을 만났다. 그들은 1903년 약혼을 하고 1905년 3월 17일 결혼하였다. 루스벨트 부부는 6명의 자녀를 두었다: 안나, 제임스, 프랭클린(유아기 때 사망), 엘리엇, 프랭클린 주니어와 존.
남편이 정치에서 성공을 이루면서 엘리너는 공공 서비스에서 자신의 목소리를 찾아 제1차 세계 대전이 일어나는 동안 미국 적십자사를 위하여 일하였다. 1921년 프랭클린이 소아마비를 겪자, 그를 대신하여 정치적 활동을 시작하였다. 프랭클린의 뉴욕주 지사와 후에 대통령 재임 동안에 엘리너는 그를 위하여 진상 조사 여행을 자주 다녔다고 한다.

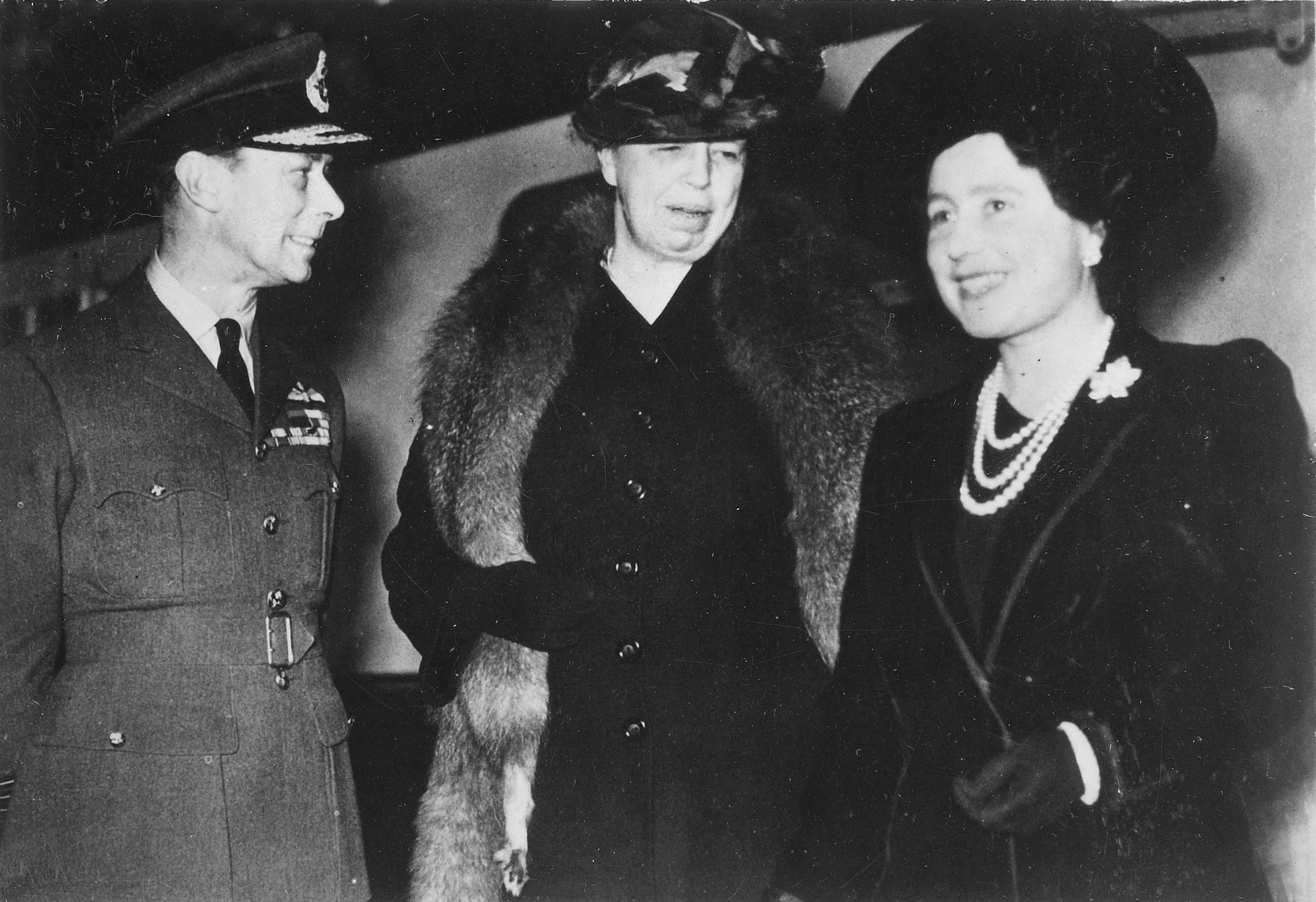
좌측부터 조지 6세, 엘리너 루스벨트, 엘리자베스 왕비

## 영부인 시절
프랭클린 D. 루스벨트가 1933년 대통령 임기를 시작할 때 엘리너 여사는 드라마적으로 영부인의 역할을 바꾸었다. 배경에 머물고 국내적 문제들을 다루는 데 만족하지 않은 그녀는 전국적으로 강의를 위한 만유를 하고 여성 리포터들 만을 위하여 350회의 기자 회견을 가졌으며, 일간 신문의 본란과 잡지들을 위한 많은 문서들을 썼다. 또한 젊은이들과 혜택받지 못한 사람들과 함께 소수 민족들을 위한 인권 투쟁을 벌이기도 하였다.
제2차 세계 대전이 일어나는 동안 미군들을 방문하러 세계를 순회하였다. 그녀는 1945년 4월 12일 프랭클린의 사망 때까지 영부인의 역할을 맡았다.

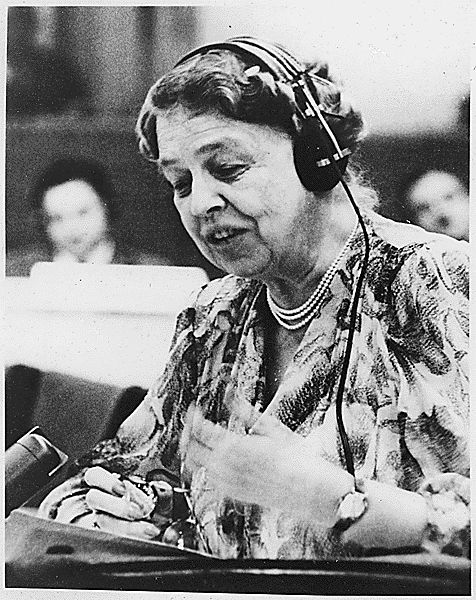
유엔 대사 시절의 엘리너 루스벨트

## 유엔과 대통령의 임명들
남편의 사망에 이어 엘리너 여사는 기자 회견에서 자신이 공공적 서비스를 지속할 계획들이 없다고 말하였다. 하지만 해리 트루먼 대통령은 엘리너 여사를 유엔 총회의 사절단으로 임명하여 그녀는 그 직에 1945년부터 1953년까지 지냈다. 그녀는 유엔인권이사회의 의장이 되어 세계인권선언을 쓰는 도움을 주었으며 자신의 거대한 성과로 숙고한 노력이었다.
존 F. 케네디 대통령은 1961년 그녀를 유엔의 미국 사절단으로 재임명하였고, 후에 미국 평화 봉사단의 국가 안보 위원회와 대통령 여성 지위 자문회의 의장으로 임명하였다.

## 사망과 영예
1962년 11월 7일 78세의 나이에 재생불량성빈혈, 결핵과 심근경색으로 사망하였다. 사후 그는 하이드파크에 있는 가족 사유지에 안장되었다.
장애가 있던 남편을 적극적으로 내조하면서 오랜 기간 대통령 배우자 자격으로 많은 활동을 하였으며, 남편의 서거로 백악관을 떠난 이후에도 사회운동을 지속했기에 오늘날 미국의 역사에 그녀는 꽤나 굵직한 족적을 남겼다. 현재도 돌리 매디슨과 함께 미국 역사상 최고의 대통령 배우자로 높이 평가받고 있다.